# Nicola Tempesta
Nicola Tempesta (ur. 28 czerwca 1935 w Neapolu, zm. 20 lutego 2021 tamże) – włoski judoka. Olimpijczyk z Tokio 1964, gdzie zajął szóste miejsce w wadze ciężkiej. Nie przystąpił do walki z Amerykaninem Larrym Nelsonem podczas igrzysk w Monachium 1972 i nie został sklasyfikowany
Uczestnik mistrzostw świata w 1961 roku. Zdobył dwanaście medali na mistrzostwach Europy w latach 1953–1963 roku.

## Letnie Igrzyska Olimpijskie 1964
| Konkurencja | Eliminacje     | Eliminacje        | Klas. końcowa |
| Konkurencja | Przeciwnik I   | Przeciwnik II     | Miejsce       |
| ----------- | -------------- | ----------------- | ------------- |
| +80 kg      | Kim Jong-dal P | Huang Yong-chun Z | 6.            |